# Pierre-Ferdinand de Bausset-Roquefort
Pour les articles homonymes, voir Bausset.
Pierre-Ferdinand de Bausset-Roquefort, né Pierre-François-Gabriel-Raimond-Ignace-Ferdinand le 31 décembre 1757 à Béziers, décédé le 29 janvier 1829 à Aix-en-Provence, est évêque de Vannes puis archevêque d'Aix-en-Provence.

## Biographie
Pierre-Ferdinand de Bausset-Roquefort est issu d'une famille de la noblesse de Provence qui a compté plusieurs prélats et dignitaires parmi ses membres.
Il est le fils de Joachim de Bausset, seigneur de Roquefort, officier des galères et de Marie Françoise Gabrielle Thomassin de Reillane.

### Formation
Il est élève au séminaire Saint-Sulpice  de 1771 à 1778, licencié en théologie en 1780, ordonné prêtre en 1782 par son oncle Emmanuel-François de Bausset-Roquefort, évêque de Fréjus. Il jouit déjà de bénéfices ecclésiastiques.

### Prêtre réfractaire rallié à l'Empire
Il est chanoine et vicaire général du diocèse d'Orléans au début de la Révolution. Il refuse de prêter le serment constitutionnel, devient donc prêtre réfractaire et émigre en 1791, d'abord en Angleterre puis en Italie avec son oncle Emmanuel-François de Bausset-Roquefort évêque de Fréjus.
Rentré en France sous le Directoire, il devient en 1802 chanoine et vicaire général de l'archevêché d'Aix-en-Provence. 
Neveu de l'ancien évêque d'Alais Louis-François de Bausset rallié à l'empire, Pierre-Ferdinand de Bausset-Roquefort est proposé à l'épiscopat par Portalis, le cardinal Fesch et des membres de sa propre famille. Il est nommé évêque de Vannes le 19 novembre 1807. Napoléon veut en effet placer dans l'épiscopat des réprésentants de familles illustres. Il le fait également baron le 20 juillet 1808.

### Archevêque et pair de France sous la Restauration
Pendant la première Restauration, il se rallie avec ostentation à Louis XVIII, puis fait de nouveau allégeance à Napoléon pendant les Cent-Jours. Malgré ces palinodies, Louis XVIII le nomme archevêque d'Aix le 8 août 1817, même s'il ne prend possession de ce siège qu'en 1819.
Charles X le fait pair de France le 21 décembre 1825. il fait donc partie des pairs ecclésiastiques.

## Distinctions
- Officier de la Légion d'honneur (1er mai 1821)[4]

## Armes
D'azur au chevron d'or accompagné en chef de 2 étoiles à 6 raies d'argent. 

## Hommages
- En Bretagne, au moins trois rues portent son nom, d'après Les noms qui ont fait l'histoire de Bretagne, 1997